# Вобасо (Минесота)
Вобасо (енгл. Wabasso) град је у америчкој савезној држави Минесота.

## Демографија
По попису из 2010. године број становника је 696, што је 53 (8,2%) становника више него 2000. године.
| Група             | 2000.       | 2010.       |
| Белци             | 638 (99,2%) | 662 (95,1%) |
| Афроамериканци    | 0 (0,0%)    | 5 (0,7%)    |
| Азијати           | 0 (0,0%)    | 3 (0,4%)    |
| Хиспаноамериканци | 1 (0,2%)    | 21 (3,0%)   |
| Укупно            | 643         | 696         |